# Seznam osebnih imen na L
Seznam osebnih imen, ki se pričnejo s črko L.

## Seznam

### La
- Lada
- Ladislav
- Ladislava
- Ladko
- Lado
- Lambert
- Lana
- Lara
- Larisa
- Laura
- Lavra
- Lavrencij
- Lavrencija
- Lazar

### Le
- Lea
- Leander
- Leandra
- Leja
- Lejla
- Lela
- Lena
- Lenard
- Lenart
- Lenča
- Lenka
- Leo
- Leon
- Leona
- Leonard
- Leonarda
- Leonardo
- Leonid
- Leonida
- Leopold
- Leopolda
- Leopoldina
- Lepa
- Lev

### Li
- Liam
- Lain
- Liana
- Liberat
- Liberata
- Libero
- Libera
- Lidia
- Lidija
- Liharda
- Lija
- Lijana
- Lili
- Lilijana
- Liljana
- Lina
- Linda
- Lino
- Lin
- Livia
- Livij
- Livija
- Livijo
- Livio
- Liza
- Lizika

### Lj
- Ljerka
- Ljilja
- Ljiljana
- Ljuba
- Ljuban
- Ljubica
- Ljubinka
- Ljubinko
- Ljubislava
- Ljubiša
- Ljubo
- Ljubomir
- Ljubomira
- Ljuboslav
- Ljuboslava
- Ljudevit
- Ljudmila

### Lo
- Lojze
- Lojzka
- Lolita
- Lora
- Loredana
- Lorena
- Loreta
- Loris
- Lota
- Loti
- Lovrenc
- Lovrencij
- Lovrencija
- Lovro

### Lu
- Luca (žensko ime)
- Luca (tuje moško ime)
- Lucia
- Lucija
- Luciana
- Luciano
- Lucijan
- Lucijana
- Lucilij
- Lucjan
- Lučana
- Lučano
- Lučka
- Lučko
- Ludmila
- Ludovik
- Ludovika
- Ludvik
- Ludvika
- Luka
- Lukas
- Lul